# Anaspis abollata
Anaspis abollata es una especie de coleóptero de la familia Scraptiidae.

## Distribución geográfica
Habita en los Alpes de Alta Provenza (Francia).